# Карьер-Сен-Дени (картина Моне)
«Карье́р-Сен-Дени́» (фр. Carrières-Saint-Denis) — картина французского художника-импрессиониста Клода Моне, написанная им в 1872 году. С момента передачи в дар французскому государству в 1906 году Этьеном Моро-Нелатоном хранится в национальных музеях. В настоящее время она находится в Музее Орсе в Париже.

## История

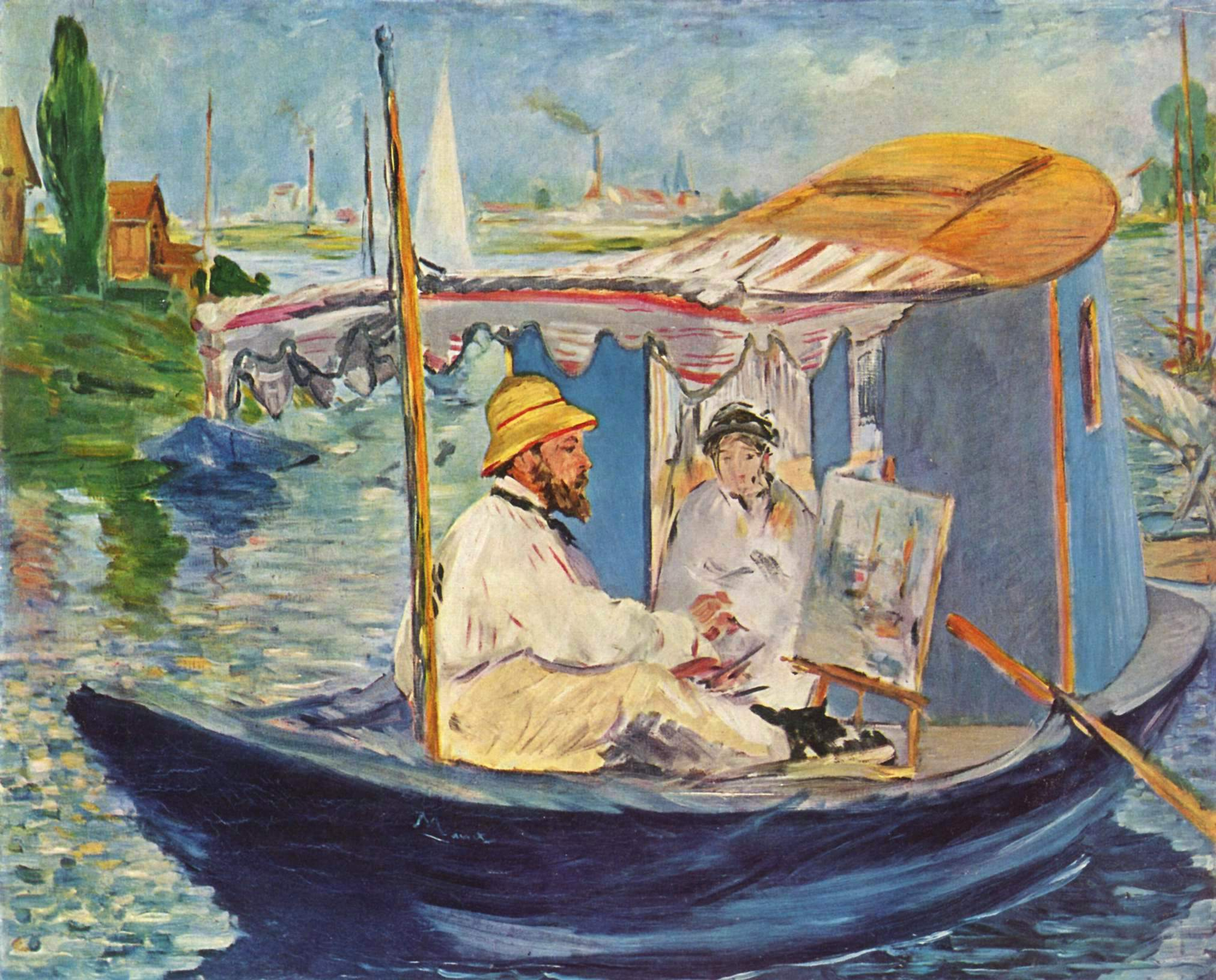
Клод Моне пишет картину в своей студии, 1874 год, художник Эдуард Мане

Клод Моне, которому тогда было 32 года, жил в Аржантёйе (Сена-и-Уаза) и путешествовал по Сене на лодке, когда написал эту картину в 1872 году.
Картина была написана Моне с борта лодки или с места, где находится поля для гольфа Île Fleurie напротив Каррьера.
Приобретенная арт-дилером Полем Дюран-Рюэлем, позже она принадлежала коллекционеру Этьену Моро-Нелатону, который передал её в дар французскому государству в 1906 году. Первоначально она хранилась в отделе живописи в Лувре, а в настоящее время находится в Музее Орсе.
Репродукцию картины можно увидеть у входа в Сады мадемуазель де Ла Вальер на улице Импрессионистов.
На картине изображена церковная башня и остатки аббатства.
Моне подписал эту картину дважды, сначала в правом нижнем углу, когда закончил работу, а затем слева, чуть выше, вероятно, по просьбе покупателя, чтобы подпись была видна после обрамления картины в раму меньшего размера.